# Darral Willis
Darrlyn Willis jr., detto Darral (Madison, 21 gennaio 1996), è un cestista statunitense naturalizzato cipriota.

## Palmarès
- Campionato cipriota: 1

Keravnos: 2018-19
- Coppa di Cipro: 1

Keravnos: 2019